# 石牧葵
石牧 葵（いしまき あおい、2000年9月17日 - ）は、日本の女子バスケットボール選手である。ポジションはシューティングガード。Wリーグの姫路イーグレッツ所属。

## 来歴
静岡県出身。
浜松開誠館高校在学中、U18アジアカップで準優勝を経験。
高校卒業後は愛知学泉大学に進学し、インカレ3位を経験。U19ワールドカップにも出場。
2023年1月、姫路イーグレッツにアーリーエントリーとして加入。

## 日本代表歴
- 2018年 U18アジアカップ
- 2019年 U19ワールドカップ